# Ferdinandusa edmundoi
Ferdinandusa edmundoi är en måreväxtart som beskrevs av Dimitri Sucre Benjamin. Ferdinandusa edmundoi ingår i släktet Ferdinandusa och familjen måreväxter. Inga underarter finns listade i Catalogue of Life.